# Highland (Council Area)
Highland (schottisch-gälisch Gàidhealtachd) ist eine von 32 Council Areas in Schottland. Der flächenmäßig größte schottische Verwaltungsbezirk grenzt an Moray, Aberdeenshire, Perth and Kinross und Argyll and Bute. Er umfasst die traditionellen Grafschaften Caithness, Cromartyshire, Inverness-shire, Nairnshire, Ross-shire, Sutherland sowie den nordwestlichen Teil von Argyll. Der Verwaltungsbezirk Highland umfasst nur einen Teil der geographischen Highlands. Von 1975 bis 1996 war Highland eine schottische Region.

## Geschichte
Die Region Highland wurde 1975 aus den Grafschaften Caithness, Nairnshire, Sutherland, Teilen der Grafschaften Argyll und Moray sowie dem Festlandsanteil der Grafschaften Ross and Cromarty und Inverness-shire gebildet. Die Region war in acht Districts gegliedert:
- Badenoch and Strathspey
- Caithness
- Inverness
- Lochaber
- Nairn
- Ross and Cromarty
- Skye and Lochalsh
- Sutherland

1996 wurden im Zuge einer Verwaltungsreform die Regionen und Districts abgeschafft und durch Unitary Authorities ersetzt. In Schottland werden diese als Council Areas bezeichnet, insgesamt wurden in Schottland 32 Council Areas gegründet. Die acht Districts der Region Highland wurden aufgelöst und aus der ganzen Region die Council Area Highland gebildet.

## Gliederung
Intern untergliedert sich die Highland Council Area in insgesamt 21 Wards (Verwaltungseinheiten). Diese dienen einerseits als Wahlbezirke, die, je nach Bevölkerungszahl, drei oder vier Mitglieder in den Rat entsenden, andererseits als interne regionsbezogene Organisationseinheiten, denen ein jährlicher fester Geldbetrag zur eigenständigen, frei verwendbaren Verfügung gewährt wird. Geleitet werden sie jeweils von einem Ward Manager, wobei einzelne dieser Personen auch mehrere Wards gleichzeitig betreuen können. Neben inhaltsbezogenen bestehen auch acht raumbezogene Komitees, die sowohl vom Namen wie vom Zuständigkeitsbereich an die ehemaligen Districts anknüpfen. Ab 2005 waren sechs hiervon paarweise zusammengefasst, sie wurden 2015 aber wieder getrennt. Aufgrund der großen Ausdehnung von Highland, die Council Area umfasst rund ein Drittel der Gesamtfläche Schottland, existiert eine Vielzahl von Außenstellen der Verwaltung.
Auf lokaler Ebene gliedert sich Highland in 156 Community Council Areas, deren von der Bevölkerung gewählte Gremien als Community Council bezeichnet werden.

## Sehenswürdigkeiten
| - Cairngorms National Park - Castle Tioram - Cawdor Castle - Eilean Donan Castle - Fort George - Glen Affric - Glencoe - Glenfinnan und Loch Shiel | - Glenfinnan-Viadukt - Glen Nevis - Handa Island - Highland Wildlife Park - Inverewe Garden - Kilt Rock - Loch Linnhe - Loch Lochy | - Loch Maree - Loch Ness - Old Man of Storr - Rannoch Moor - Schlachtfeld von Culloden - Smoo Cave - Urquhart Castle - West Highland Way |

Siehe auch: Liste der Kategorie-A-Bauwerke in Highland

## Politik
- Labour: 2
- Greens: 4
- SNP: 22
- Highland Alliance: 5
- Highland Independent: 18
- LibDems: 14
- Tories: 8
- Unabh.: 1

Der Highland Council umfasst 74 Sitze, die sich wie folgt auf die Parteien verteilen:
| Partei                  | Sitze |
| ----------------------- | ----- |
| Scottish National Party | 22    |
| Highland Independent    | 18    |
| Liberal Democrats       | 14    |
| Conservative            | 8     |
| Highland Alliance       | 5     |
| Greens                  | 4     |
| Labour                  | 2     |
| Unabhängig              | 1     |